# پروژه ایستگاه فضایی بین‌المللی
پروژه ایستگاه فضایی بین‌المللی (انگلیسی: International Space Station programme) برنامه‌ای است که با مجموعه‌ای پیچیده از توافق‌نامه‌های حقوقی، سیاسی و مالی بین پانزده کشور درگیر در پروژه، حاکم بر مالکیت اجزای مختلف، حقوق خدمه و استفاده از آن، و مسئولیت‌های چرخش و تأمین مجدد خدمه، به هم پیوند خورده‌است. ایستگاه فضایی بین‌المللی در سال ۱۹۸۴ توسط رئیس‌جمهور رونالد ریگان، در جریان پروژه آزادی ایستگاه فضایی، همان‌طور که در ابتدا نامیده می‌شد و پیشنهاد معاصر شوروی / روسیه میر -۲ با اهداف مشابه، تصور شد. این توافق‌نامه‌ها پنج آژانس فضایی و برنامه‌های مربوط به ایستگاه فضایی بین‌المللی آنها را بهم پیوند می‌دهد و بر نحوهٔ تعامل آنها با یکدیگر به‌طور روزمره برای حفظ عملیات ایستگاه، از کنترل ترافیک فضاپیماها به و از ایستگاه گرفته تا استفاده از فضا و زمان خدمه حاکم است. در مارس ۲۰۱۰، جایزهٔ برندهٔ هفته‌نامه هواپیمایی و فناوری فضایی به مدیران برنامهٔ ایستگاه فضایی بین‌المللی از هر پنج آژانس مشترک در پروژه اهدا شد و به برنامهٔ ISS جایزه ۲۰۰۹ کولیر اعطا شد.